# Erodium ruthenicum
Erodium ruthenicum är en näveväxtart som beskrevs av Friedrich August Marschall von Bieberstein. Erodium ruthenicum ingår i släktet skatnävor, och familjen näveväxter. Inga underarter finns listade i Catalogue of Life.